# Ti sposerò (Nesli)
Ti sposerò è un singolo del cantautore italiano Nesli, pubblicato il 24 agosto 2012 come terzo estratto dal sesto album in studio Nesliving Vol. 3 - Voglio.

## Video musicale
Il videoclip inizia con una ragazza mascherata seduta alla guida di una Volkswagen Maggiolino cabrio bianca. A quanto pare, è in attesa di qualcuno. Subito, si scopre che quel qualcuno è Nesli, con la quale ha compiuto una rapina in banca. I due fuggono e dopodiché le scene si spostano nel loro rifugio, dove sono in euforia per i soldi che sono riusciti a rubare. Tuttavia, ben presto si accorgeranno di avere la polizia alle calcagna, e saranno costretti a fuggire. Durante la fuga in auto, i due si fermano un istante, e Nesli si mette in ginocchio di fronte alla sua ragazza con un anello, come una richiesta di matrimonio, alla quale la donna risponde positivamente. Ricomincia così la fuga. Proprio quando sembra ormai fatta, la polizia riesce a catturare i due innamorati, che vengono ammanettati insieme. i due si guardano negli occhi, e si tengono poi per mano.

## Tracce
1. Ti sposerò (Radio Edit) – 3:02